# Перр, Йехиэль
Раввин Йехиэль Ицхак Перр (англ. Yechiel Yitzchak Perr, 1935 — 4 мая 2024) — американский раввин. Он был основателем и рош-ешивой ешивы Дерех Эйсон (ешива Фар-Рокавей) в Фар-Рокавей, штат Нью-Йорк.

## Биография
Йехиэль Ицхак Перр родился в 1935 году и вырос в Саут-Озон-Парке, Куинс, где его отец, раввин Менахем Мендель Перр, служил раввином более 50 лет. Он учился в средней школе ешивы Месивта раввина Хаима Берлина. После окончания средней школы он учился в Талмудической ешиве Филадельфии, а затем в Лейквудской ешиве в Лейквуде, штат Нью-Джерси, под руководством раввина Аарона Котлера с 1954 по 1962 год.
Раввин Перр женился на Шошане Некриц, дочери раввина Йехуды Лейба Некрица, внучке раввина Авраама Яффена и правнучке новогрудского раввина Йосефа Йозеля Хорвица. После женитьбы он приобщился к новогрудской традиции. Он продолжил обучение в ешивате Бейс Йосеф-Новардок в Бруклине, Нью-Йорк. В 1969 году он основал иешиву Фар-Рокавей, которая также управляет средней школой и аккредитованной программой обучения раввинов.
Серия его бесед о мусаре описана в следующих книгах Алана Мориниса:
- Climbing Jacob’s Ladder. Broadway, 2002. ISBN 0-7679-0645-4.
- Everyday Holiness: The Jewish Spiritual Path of Mussar. Trumpeter Books, 2007. ISBN 1-59030-368-7.

Перр умер 4 мая 2024 года, в возрасте 89 лет.

## Опубликованные работы
- «Reb Yisroel — Who Was He?» The Jewish Observer[англ.], June, 1969.
- Tzidkus Stands Forever: The Life and Lessons of Rabbi Menachem M. Perr zt"l, September, 2011.
- Shoshanas Ha’amakim: Parsha Lessons, Life Lessons, 2019.
- מגילות רות ואסתר עם פירוש שושנת העמקים, 2020. Комментарий к книгам Есфирь и Руфь на иврите.
- שושנת העמקים על מועדי השנה, 2021. Лекции о праздниках на иврите.

Кроме того, раввин Иегуда Кейлсон опубликовал две книги: «Разум превыше человека» и «Вера превыше страха», основанные на мусарских лекциях раввина Перра о Мадрейгас Хаадам.
20 июля 2022 года Давид Джемаль опубликовал книгу «Выбирая не выбирать», основанную на мусарских лекциях Перра о Мадрейгас Хаадам, раздел Текуфос Ха-Олам .